# Фуллер, Саймон
Саймон Фуллер (род. 17 мая 1960, Гастингс, Восточный Суссекс) — британский музыкальный и телевизионный продюсер, создатель серии телевизионных музыкальных шоу талантов «Idol», начавшейся в Великобритании как Pop Idol, за которым последовали American Idol, Australian Idol, Canadian Idol, Deutschland sucht den Superstar, Indian Idol,  Nouvelle Star, New Zealand Idol, World Idol и др. Являлся создателем и продюсером Spice Girls и Now United. Продюсирует Викторию Бекхэм, Клаудиу Шиффер, Кэрри Андервуд и многих других.
Брат-близнец Ким Фуллер — британский сценарист. В 2007 году Саймон Фуллер был назван журналом «Time» одним из 100 самых влиятельных людей в мире.

## Проекты

### Музыкальные группы
- Spice Girls
- S Club 7
- S Club Juniors
- Now United